# 苍南毛蕨
苍南毛蕨（学名：Cyclosorus cangnanensis）为金星蕨科毛蕨属下的一个种。

## 扩展阅读
維基物種上的相關：苍南毛蕨